# Force India VJM03
A Force India VJM03 egy Formula–1-es versenyautó, amit a Force India tervezett és versenyeztetett a 2010-es Formula–1 világbajnokság során. Pilótái Adrian Sutil és Vitantonio Liuzzi voltak.

## Áttekintés
A 2009-es VJM02 továbbfejlesztése volt, ennek köszönhetően már bemutatkozásától kezdve a pontszerzők közé került a csapat. Azonban év közben számos kulcsember távozott, köztük volt Ian Phillips is, aki még a Jordan 1991-es bemutatkozása óta dolgozott a csapatnál. De emellett távozott James Key is a Sauberhez, Mark Smith pedig a Lotushoz.
Távozásuk érezhető visszaesést jelentett a teljesítményben. Noha az F-csatorna és a befújt diffúzor már az év közepére elkészült, a csapat nehezen tudta működésre bírni azokat, különösen Liuzzi szenvedett velük. Ennek köszönhetően az év második felére visszaestek az alsóházba.
Liuzzi és Sutil között is néha nagy különbségek voltak. Sutil rendre jobb eredményeket ért el az időmérő edzéseken is, nemritkán fél másodperc különbséggel. Liuzzi egyszer indulhatott a hatodik rajthelyről, Kanadában, de a rajt után nem sokkal ki is esett.

## Eredmények
(Táblázat értelmezése)

(Félkövér: pole-pozícióból indult; dőlt: leggyorsabb kört futott) 

| Év   | Csapat              | Motor            | Gumik | Pilóták | 1   | 2   | 3   | 4   | 5   | 6   | 7   | 8   | 9   | 10  | 11  | 12  | 13  | 14  | 15  | 16  | 17  | 18  | 19  | Pontok | Helyezés |
| ---- | ------------------- | ---------------- | ----- | ------- | --- | --- | --- | --- | --- | --- | --- | --- | --- | --- | --- | --- | --- | --- | --- | --- | --- | --- | --- | ------ | -------- |
| 2010 | Force India F1 Team | Mercedes FO 108X | B     |         | BHR | AUS | MAL | CHN | ESP | MON | TUR | CAN | EUR | GBR | GER | HUN | BEL | ITA | SIN | JPN | KOR | BRA | ABU | 68     | 7.       |
| 2010 | Force India F1 Team | Mercedes FO 108X | B     | Sutil   | 12  | KI  | 5   | 11  | 7   | 8   | 9   | 10  | 6   | 8   | 17  | KI  | 5   | 16  | 9   | KI  | KI  | 12  | 13  | 68     | 7.       |
| 2010 | Force India F1 Team | Mercedes FO 108X | B     | Liuzzi  | 9   | 7   | KI  | KI  | 15† | 9   | 13  | 9   | 16  | 11  | 16  | 13  | 10  | 12  | KI  | KI  | 6   | KI  | KI  | 68     | 7.       |

- † – Nem fejezte be a futamot, de rangsorolva lett, mert teljesítette a versenytáv 90%-át.